# 霍爾敦 (阿拉巴馬州)
霍爾敦（英語：Halltown）是一個位於美國阿拉巴馬州富蘭克林縣的非建制地區。該地的面積和人口皆未知。

## 地理
霍爾敦的座標為34°27′11″N 88°03′41″W / 34.45305°N 88.06138°W，而該地最高點為海拔高度202米（即663英尺）。